# Kínai Központi Televízió
A Kínai Központi Televízió (egyszerűsített kínai: 中国中央电视台; pinjin: Zhōngguó Zhōngyāng Diànshìtái magyarosított: csungkuo zsengyang diansitái ), rövidített nevén CCTV (China Central Television) Kína legnagyobb televíziós műsorgyártó és műsorsugárzó intézménye.
Szervezetileg a Kínai Népköztársaság Kormányának alminisztériumaként működik, erős kormányzati befolyás alatt áll. Habár hírműsorai a Kínai Kommunista Párt propaganda osztályának iránymutatásait követi, műsoridejének nagy részét szórakoztató és drámai műsorok töltik ki. Az 1990-es években a kínai kormányzat radikálisan csökkentette a televíziós csatornák állami támogatását. Emiatt, valamint a fokozódó verseny miatt a CCTV egyre inkább kénytelen a nézői igények kielégítésére és ezáltal a reklámbevételek növelésére törekedni.

## Történet
A CCTV első adását 1958. szeptember 2-án sugározta Peking Televízió néven. Nevét 1978. május 1-jén változtatta CCTV-re. A nyolcvanas évek végéig a legtöbb kínai műsorsugárzó intézményhez hasonlóan a CCTV is egy csatornát működtetett. Az iskolai szünidők kivételével többnyire csak az esti órákban sugárzott műsort.

## Csatornák

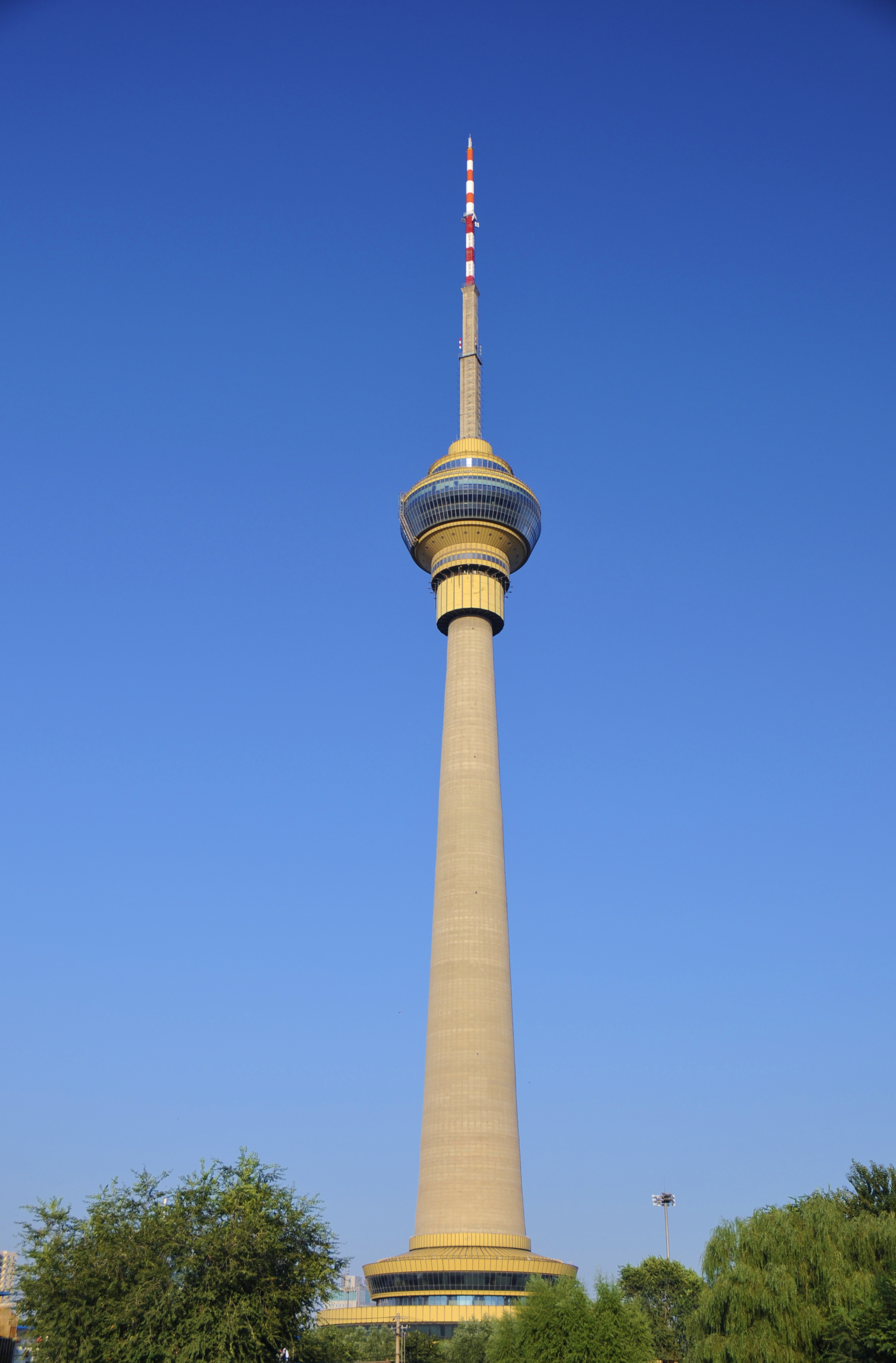
A 405 méter magas CCTV-torony Pekingben

A helyi kormányzatok által működtetett regionális csatornák, valamint az egyre szaporodó műholdas csatornák által keltett verseny miatt a CCTV folyamatosan növeli csatornái számát.
- CCTV-1 – vegyes
- CCTV-2 – gazdaság
- CCTV-3 – művészet
- CCTV-4 – nemzetközi csatorna a kínai diaszpóra számára. 2007. január 1. óta eltérő műsort sugároz az európai, amerikai és az ázsiai nézők számára:
  - CCTV-4 Amerika
  - CCTV-4 Ázsia
  - CCTV-4 Európa
- CCTV-5 – sport
- CCTV-6 – filmek és sorozatok
- CCTV-7 – hadsereg és mezőgazdaság
- CCTV-8 – dráma
- CCTV-9 – dokumentumfilmek
- CCTV-10 – tudomány és technika
- CCTV-11 – opera
- CCTV-12 – társadalom és törvénykezés
- CCTV-13 – 24 órás hírcsatorna
- CCTV-14 – gyerekcsatorna
- CCTV-15 – zenei csatorna
- CCTV-News – nemzetközi angol nyelvű hírcsatorna
- CCTV-Español – spanyol nyelvű nemzetközi csatorna
- CCTV-Français – francia nyelvű nemzetközi csatorna
- CCTV-El Arabia – arab nyelvű nemzetközi csatorna
- CCTV-Russzkij – orosz nyelvű nemzetközi csatorna
- CCTV-Português – portugál nyelvű nemzetközi csatorna
- CCTV-22 – HD csatorna
- CCTV-Billiards – biliárd
- CCTV-Classic – klasszikus műsorok
- CCTV-Fashionable Woman – divatos hölgy
- CCTV-Football – labdarúgás
- CCTV-Golf & Tennis – golf és tenisz
- CCTV-Home Shopping – Életmód, termékbemutatók
- CCTV-Middle School Channel – Gimnáziumi oktató műsorok
- CCTV-Old Story Channel – Régi kínai filmek
- CCTV-Remembers Past Times Theater – régi idők színháza
- CCTV-Theater – színház
- CCTV-Travel of the Discovery – Utazási műsorok
- CCTV-Guide – Kulturális adások, programajánlatok
- CCTV-World Geography – földrajz
- CCTV-3D – háromdimenziós tesztadó

## Műsorok
A CCTV legnézettebb műsora a minden este, pekingi idő szerint 7 órakor (UTC+8 időzóna) kezdődő félórás hírműsor, melyet a regionális csatornák is kötelesek sugározni. A kormány gyakran ezt a műsort használja fontos hírek bejelentésére.

## Európai vétel
Európában a CCTV három csatornája fogható műholdon keresztül: a mandarin nyelven sugárzó CCTV-4, az angol nyelvű CCTV-9, a spanyol nyelvű CCTV-Español és a francia nyelvű CCTV-Français. Magyarországon a műsorok a Hotbird illetve a PAS1R műholdról szabadon foghatóak. Budapesten, Dunaújvárosban és Székesfehérváron a CCTV-4 egyes kábelszolgáltatók kínálatában is megtalálható.

## Botrányok

### 1990-es évekbeli Falun kung elnyomás
A televízió egyik legkorábbi feljegyzett felhasználása mind hazai, mind nemzetközi propaganda célokra 1999-ben történt, a Falun kung új vallási mozgalom első elnyomása során. 1999-ben egy 32 napos időszak alatt a Focus Talk  28 olyan epizódot sugárzott, amely a vallás követőit rágalmazta és gyűlöletet szított ellenük. 2001-ben megtévesztő módon azt állították, hogy a Tienanmen téren magukat felgyújtó emberek egy csoportja a Falun Gong követője volt, amit a kanadai szabályozó bizottság "egyértelműen visszaélésszerűnek" minősített.

### NBA szólásszabadságról szóló vita
2019-ben a CCTV bejelentette, hogy a Houston Rockets vezérigazgatójának, Daryl Morey-nak a hongkongi demokráciapárti tüntetéseket támogató tweetjére válaszul lemondja a National Basketball Association két előszezonbeli mérkőzésének közvetítését. Miután Adam Silver megvédte a vezérigazgató szólásszabadsághoz való jogát, a CCTV így reagált: "Határozott elégedetlenségünknek és ellenkezésünknek adunk hangot azzal kapcsolatban, hogy Silver kijelentette, támogatja Morey szólásszabadsághoz való jogát. Úgy gondoljuk, hogy minden olyan megjegyzés, amely a nemzeti szuverenitást és a társadalmi stabilitást támadja, nem tartozik a szólásszabadság kategóriájába” majd így folytatta: "Azonnal megvizsgálunk minden más együttműködést és eszmecserét az NBA-vel."